# Necșești
Necșești is een Roemeense gemeente in het district Teleorman.
Necșești telt 1417 inwoners.